# Dionel M. Aviles
Dionel M. Aviles (sinh ngày 23 tháng 1 năm 1961) là Thứ trưởng Bộ Hải quân Hoa Kỳ từ ngày 8 tháng 10 năm 2004 đến ngày 19 tháng 5 năm 2009.

## Tiểu sử
Quê ở Bryan, Texas, Dionel M. Aviles tốt nghiệp Học viện Hải quân Hoa Kỳ với bằng Cử nhân Khoa học về kỹ thuật cơ khí năm 1983. Sau đó, ông dành thời gian từ năm 1983 đến năm 1988 với tư cách là sĩ quan chiến tranh bề mặt trong Hải quân Hoa Kỳ. Ông đã về hưu rời khỏi Hải quân Hoa Kỳ năm 1988, mặc dù ông vẫn là một sĩ quan của Hải quân Trừ bị Hoa Kỳ.
Sau khi rời Hải quân, Aviles ban đầu làm việc như một kỹ sư hỗ trợ sản xuất, làm việc trên các chương trình Standard Missile và Phalanx CIWS. Sau đó, ông gia nhập Bộ Tư lệnh đặc trách Hệ thống Không lực Hải quân, nơi ông đã phát triển BGM-109 Tomahawk như một phần của Dự án tên lửa hành trình của Bộ Tư lệnh đặc trách Hệ thống Không lực Hải quân.
Từ năm 1991 đến năm 1995, Aviles làm việc ở Bộ phận An ninh Quốc gia của Cục quản lý Hành chính và Ngân sách Hoa Kỳ trong Văn phòng điều hành của phủ tổng thống Hoa Kỳ. Ông bắt đầu với tư cách là người giám định ngân sách của ngân sách mua sắm và R&D của Hải quân. Ông kết thúc với tư cách là giám đốc bộ phận chịu trách nhiệm về các tài khoản quốc phòng được sử dụng trong thời gian Tổng thống Hoa Kỳ đề xuất ngân sách liên bang Hoa Kỳ. Trong thời gian này, ông nhận được bằng Thạc sĩ Quản trị Kinh doanh (MBA) từ Đại học George Washington năm 1993.
Năm 1995, Aviles trở thành một thành viên tham mưu chuyên nghiệp thuộc ban tham mưu của Ủy ban Dịch vụ Vũ trang Hạ viện Hoa Kỳ. Ở đó, công việc của ông tập trung vào ngân sách quốc phòng và các vấn đề tài chính. Ông cũng đã làm việc liên quan đến đóng tàu và mua sắm hải quân.

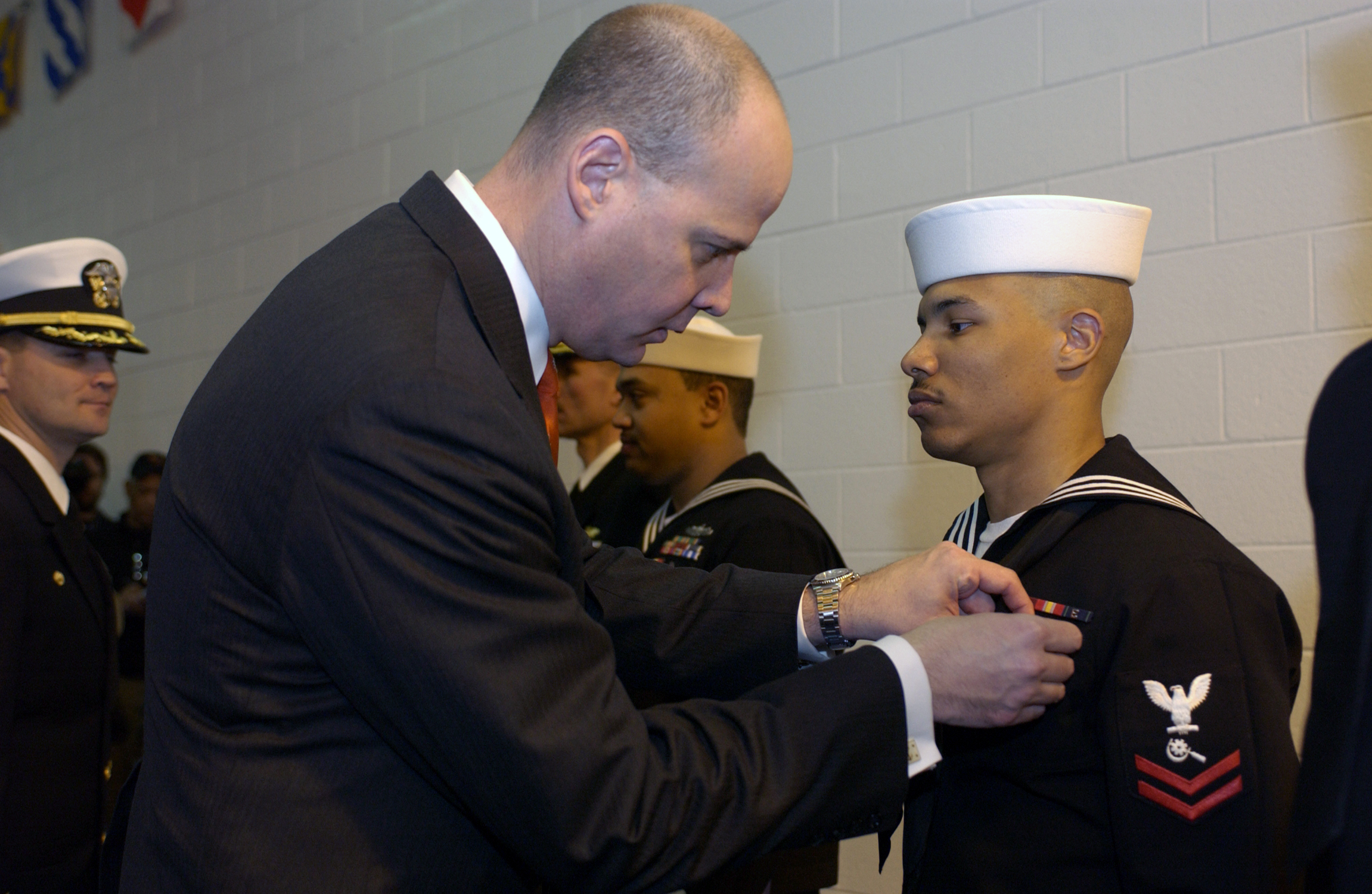
Trợ lý Bộ trưởng Aviles trao Huy chương Hải quân và Thủy quân lục chiến năm 2004.

Năm 2001, Tổng thống George W. Bush đề cử Aviles làm Trợ lý Bộ trưởng Hải quân (quản lý tài chính) và Aviles đã phục vụ trong tư cách này từ tháng 7 năm 2001 đến tháng 10 năm 2004.
Tổng thống Bush sau đó đề cử Aviles làm Thứ trưởng Bộ Hải quân Hoa Kỳ và Aviles đã tuyên thệ nhậm chức Thứ trưởng ngày 8 tháng 10 năm 2004. Ông từ chức vào tháng 5 năm 2009 và được thay thế bởi Robert O. Work.